# Crema de la Biblioteca Pública de Jaffna
La crema de la Biblioteca Pública de Jaffna (en tàmil: யாழ் பொது நூலகம் எரிப்பு, Yāḻ potu nūlakam erippu; en singalès: යාපනය මහජන පුස්තකාලය ගිනිබත් කිරීම කිරීම කිරීම, Yāpanaya Mahajana Pustakālaya Ginibat Kirīma) va tenir lloc la nit de l'1 de juny de 1981 quan una multitud organitzada va emprendre la crema de la biblioteca de Jaffna, la segona ciutat més gran de Sri Lanka i la capital del poble tàmil. Va ser un dels exemples més violents de crema de llibres ètnica del segle xx. En el moment de la seva destrucció, la biblioteca era una de les més grans d'Àsia, amb més de 97.000 llibres i manuscrits.

## Història
La biblioteca es va construir en diferents etapes des de 1933 a partir d'una col·lecció privada. Amb els anys, es va convertir en un dipòsit de material d'arxiu escrit en manuscrits de fulla de palma, còpies originals de documents històrics d'importància política i diaris centenaris.
L'ala principal de la biblioteca va ser inaugurada el 1959 pel llavors alcalde de Jaffna, Alfred Duraiappah. L'arquitecte de l'edifici d'estil indogòtic va ser S. Narasimhan, de Chennai. El destacat bibliotecari indi Shiyali Ramamrita Ranganathan va assessorar perquè la biblioteca es construís d'acord amb els estàndards internacionals. La biblioteca va esdevenir l'orgull de la població local, ja que fins i tot investigadors de l'Índia i d'altres països van començar a utilitzar-la per als seus propòsits de recerca.

## L'incendi
El diumenge 31 de maig de 1981, el Front Unit d'Alliberament Tàmil (TULF), un partit polític democràtic popular, va celebrar una manifestació en què tres policies singalesos van ser ferits de bala i dos van morir.
Aquella nit la policia i els paramilitars van iniciar un pogrom que va durar tres dies. La seu central del TULF va ser destruïda. La residència del diputat de Jaffna V. Yogeswaran també va ser destruïda. Quatre persones a l'atzar van ser tretes per la força de casa seva i assassinades. També es van destruir deliberadament molts establiments comercials i un mandir.
La nit de l'1 de juny, segons molts testimonis oculars, la policia i les milícies patrocinades pel govern van incendiar la Biblioteca Pública de Jaffna i la van destruir completament. Es van perdre més de 97.000 volums de llibres juntament amb nombrosos manuscrits culturalment importants i insubstituïbles. Entre els elements destruïts hi havia rotlles de valor històric i les obres i manuscrits del filòsof i erudit Ananda Coomaraswamy. Els objectes destruïts incloïen memòries i obres d'escriptors i dramaturgs que van fer una contribució significativa al sosteniment de la cultura tàmil, i els de metges i polítics de renom nacional.
La seu del diari local Eelanaadu també va ser destruïda. Les estàtues de figures culturals i religioses tàmils van ser destruïdes o desfigurades. Nancy Murray va escriure en un article el 1984 que diversos oficials d'alt rang i dos ministres estaven presents a Jaffna mentre els policies uniformats i la multitud van dur a terme «actes organitzats de destrucció».

## Conseqüències
Els diaris nacionals no van informar de l'incident. En els debats parlamentaris posteriors alguns polítics singalesos van dir als polítics tàmils en minoria que si no estaven contents a Sri Lanka, haurien de marxar cap a la seva «pàtria» a l'Índia.
De totes les destruccions a la ciutat de Jaffna, va ser la destrucció de la Biblioteca Pública de Jaffna l'incident que semblava causar més angoixa a la ciutadania. Vint anys després, l'alcalde de Jaffna, Nadarajah Raviraj, encara es va doldre pel record de les flames que va veure quan era estudiant universitari.
Per al poble tàmil, la biblioteca devastada es va convertir en un símbol de «violència física i simbòlica». L'atac va ser vist com un assalt a les seves aspiracions, al valor de l'aprenentatge i a les tradicions. L'atac també va servir als rebels tàmils per a promoure la idea entre la població que la seva ètnia era objectiu de l'aniquilació.
El 2016, el primer ministre Ranil Wickremesinghe com a líder del Partit Nacional Unit (UNP) es va disculpar per la crema de la biblioteca que va tenir lloc durant un govern del seu partit. Segons Orville H. Schell, cap de la missió d'Amnistia Internacional el 1982 a Sri Lanka, el govern de l'UNP no va iniciar cap investigació independent per establir la responsabilitat dels assassinats de 1981 i prendre mesures contra els responsables. Ningú no ha estat acusat encara pels crims.

## Reobertura

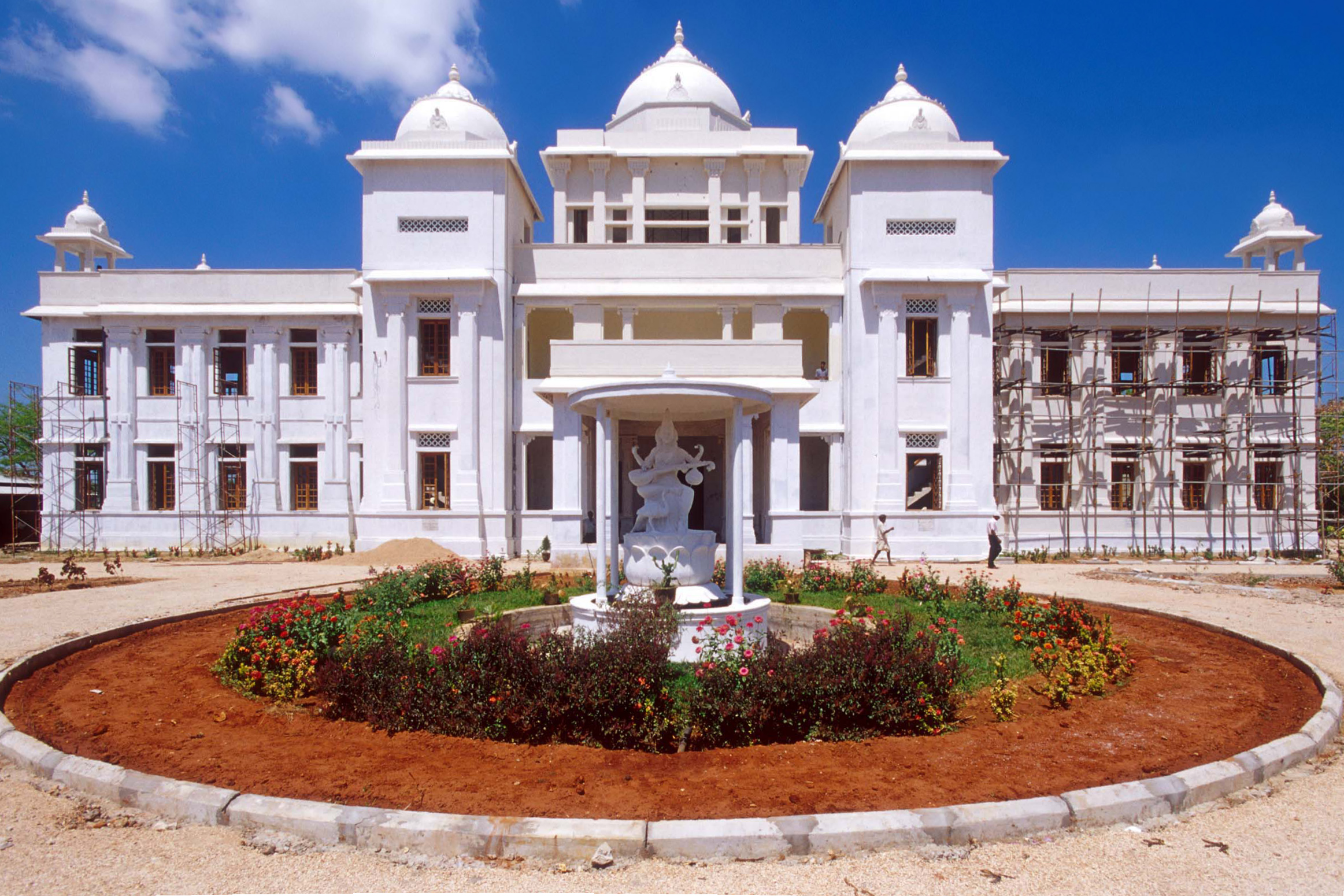
La Biblioteca Pública de Jaffna en procés de reconstrucció, amb l'ala dreta parcialment cremada. Al davant hi ha una estàtua de Saravastí, la deessa hindú de l'aprenentatge.

El 1982, un any després de la destrucció inicial, la comunitat va patrocinar la Setmana de la Biblioteca Pública de Jaffna i va recollir milers de llibres. Les reparacions de l'edifici estaven en curs quan el 1983 va començar el conflicte civil induït pel pogrom del juliol negre. L'any 1984, la biblioteca estava totalment renovada quan va ser malmesa per bales i bombes. Les forces militars estaven estacionades al Fort de Jaffna i els rebels es van posicionar dins de la biblioteca creant una terra de ningú a mesura que els combats s'intensificaven. L'any 1985, després d'un atac a una comissaria de policia propera per part dels rebels tàmils, els soldats van entrar a l'edifici parcialment restaurat i van llençar-hi bombes que van destruir milers de llibres una altra vegada. La biblioteca va quedar abandonada amb les parets ennegrides pel fum dels llibres cremats.
L'any 1998, sota la presidència Chandrika Kumaratunga, el govern va iniciar-ne la reconstrucció amb les contribucions de governs estrangers. Es va gastar 1 milió de dòlars i es van recollir més de 25.000 llibres. L'any 2001 l'edifici estava acabat, però el grup rebel dels Tigres d'Alliberament de Tamil Eelam es van oposar a la seva reobertura. Això va fer que els 21 membres del consell municipal de Jaffna, encapçalats per l'alcalde Sellan Kandian, presentessin la seva dimissió com a protesta contra la pressió exercida sobre ells per ajornar la reobertura. Finalment, la biblioteca es va obrir al públic.